# أوزجور جفيك
أوزجور جفيك (موليد 27 مايو 1981) هو ممثل ومغني تركي اكتسب شهرة وإعجاب شديدًا عقب ظهوره في نسخة بلده لمسابقة مواهب موسيقى البوب التليفزيونية، ستار أكاديمي.

## روابط خارجية
- أوزجور جفيك على موقع IMDb (الإنجليزية)
- أوزجور جفيك على موقع ألو سيني (الفرنسية)
- أوزجور جفيك على موقع قاعدة بيانات الفيلم (الإنجليزية)
- أوزجور جفيك على موقع كينوبويسك (الروسية)